# Elezioni presidenziali negli Stati Uniti d'America del 1808
Le elezioni presidenziali del 1808 furono le seste dall'indipendenza degli Stati Uniti. 
Si tennero da venerdì 4 novembre a mercoledì 7 dicembre 1808 e videro la vittoria del candidato democratico-repubblicano James Madison con la conseguente sconfitta del candidato Federalista Charles Cotesworth Pinckney. 
Madison all'epoca era in servizio come Segretario di Stato degli Stati Uniti d'America mentre Pinckney era stato il candidato federalista perdente nelle elezioni del 1804.
Compagno di corsa e candidato alla vicepresidenza di Madison era il Vicepresidente in carica, George Clinton, mentre il compagno di Pinckney era Rufus King.
Nonostante l'impopolarità dell'Embargo del 1807, Madison ottenne la stragrande maggioranza dei voti elettorali al di fuori della roccaforte federalista del New England. Clinton, come candidato presidente, ha ricevuto sei voti elettorali per la presidenza dal suo stato d'origine, New York. Questa elezione fu il primo dei due casi nella storia americana in cui fu selezionato un nuovo presidente ma il vicepresidente in carica vinse la rielezione (l'altro avvenne nel 1828). 

## Candidature

### Ticket ufficiale del Partito Democratico-Repubblicano
| Ticket del Partito Democratico-Repubblicano, 1808        |                                                     |
| James Madison                                            | George Clinton                                      |
| per Presidente                                           | per Vicepresidente                                  |
|                                                          |                                                     |
| Quinto Segretario di Stato degli Stati Uniti (1801–1809) | Quarto Vicepresidente degli Stati Uniti (1805-1812) |

Il caucus si tenne nel gennaio 1808. Con il sostegno del presidente uscente Thomas Jefferson, il segretario di Stato James Madison vinse la nomina presidenziale sui candidati opposti James Monroe e il vicepresidente George Clinton. Il caucus ha inoltre votato per dare la nomina alla vicepresidenza a Clinton rispetto al suo principale avversario John Langdon.

### Candidati minori del Partito Democratico-Repubblicano
Nonostante la nomina ufficiale per la vicepresidenza, George Clinton non ritirò la sua candidatura presidenziale, ma anzi ottenne risultati elettorali come candidato Presidente degli Stati Uniti.
Anche James Monroe, sconfitto nel caucus, si candidò alle presidenziali, appoggiato dall'ala estremista del partito ("Tertium Quids" o "Vecchi Repubblicani"), guidata da John Randolph.

### Ticket ufficiale del Partito Federalista
| Ticket del Partito Federalista, 1808                   |                                                              |
| Charles C. Pinckney                                    | Rufus King                                                   |
| per Presidente                                         | per Vicepresidente                                           |
|                                                        |                                                              |
| Sesto Ambasciatore statunitense in Francia (1796–1797) | Terzo Ambasciatore statunitense in Gran Bretagna (1796–1803) |

Il caucus federalista si riunì nel settembre 1808 e rinominò il ticket del partito del 1804, che consisteva nel generale Charles Cotesworth Pinckney della Carolina del Sud e nell'ex senatore Rufus King di New York. Questa è stata l'unica volta nella storia americana in cui un grande partito sconfitto ha rinominato per la seconda volta il suo ticket perdente.

## Risultati

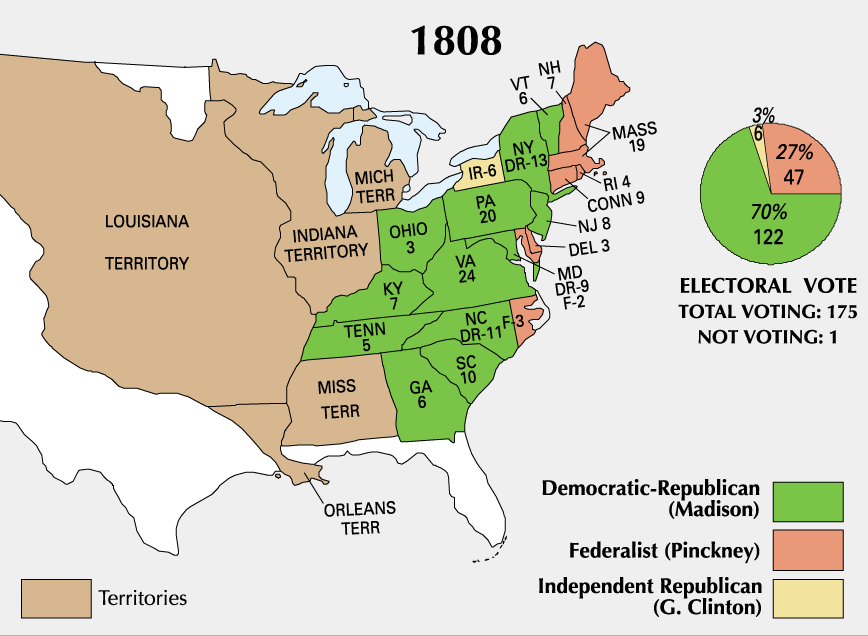

La coppia James Madison/George Clinton ha ottenuto la maggioranza sia nel voto del Collegio Elettorale degli Stati Uniti (122 su 175), sia nel voto popolare (64,7%, ossia 124.732 voti).
La coppia Charles Cotesworth Pinckney/Rufus King è stata sconfitta sia nel voto del Collegio (47 su 175), sia nel voto popolare (32,4%, ossia 62.431 voti).
George Clinton, come candidato Presidente, non ha ottenuto alcun voto popolare, ma ha avuto 6 voti al Collegio.
James Monroe non ha ottenuto alcun voto del Collegio, ma ha ottenuto il 2,5% di voto popolare (4.848 voti).
All'interno del Collegio nessuna astensione; nel voto popolare 680 schede annullate (0,4%)